# Уильям Стюарт из Каверстона

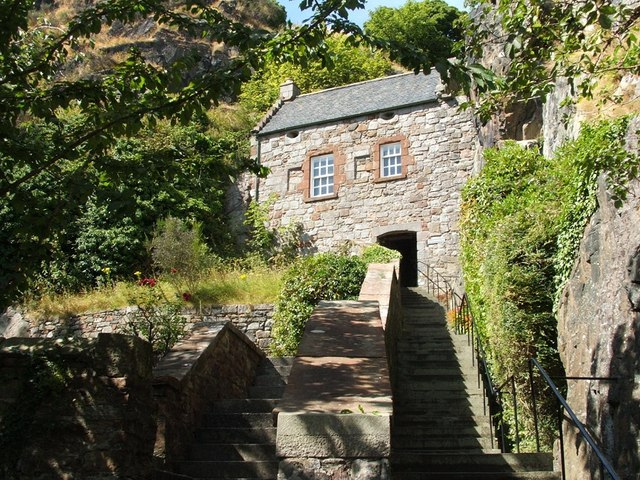
Замок Дамбартон

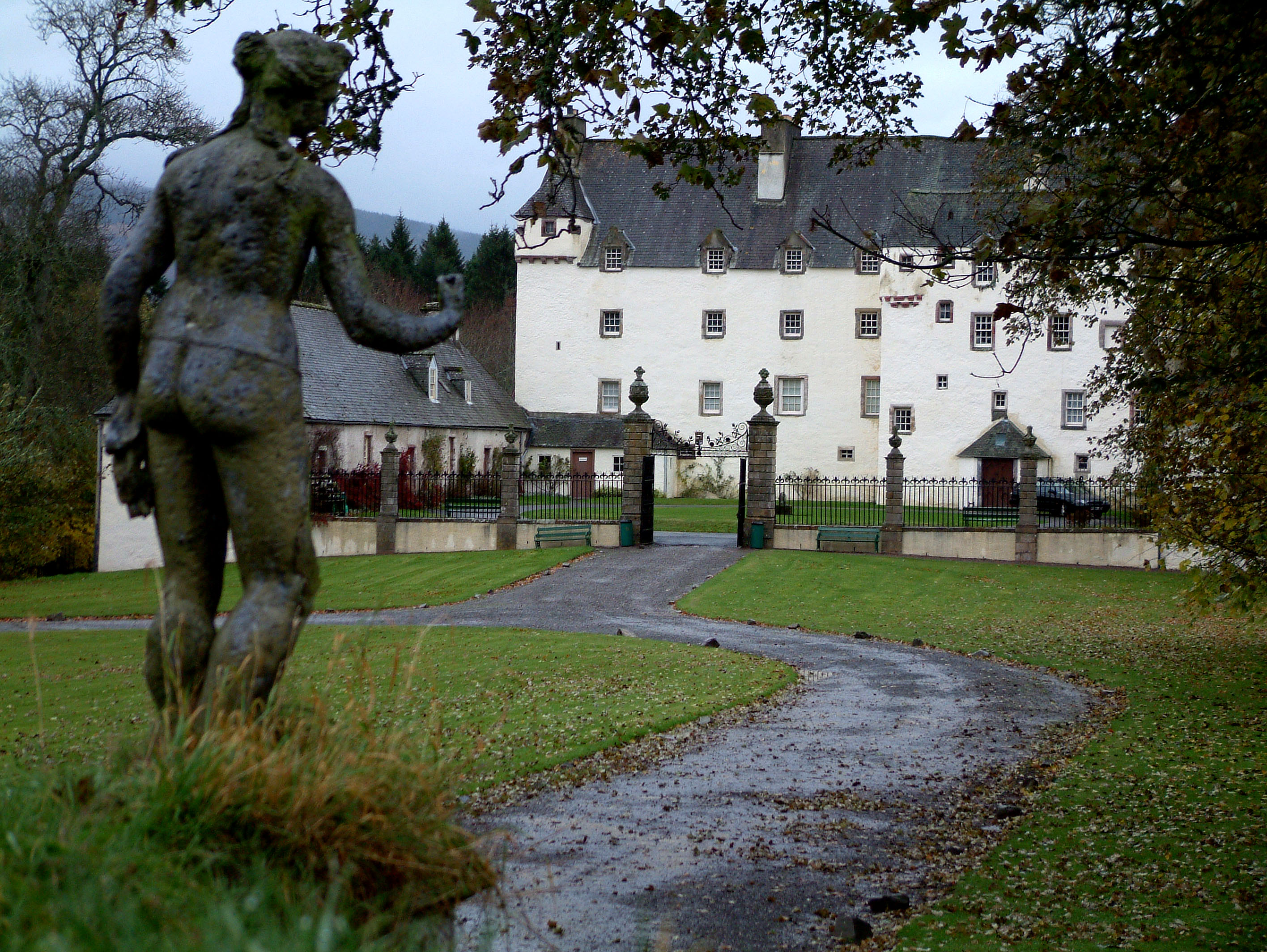
Уильям Стюарт унаследовал Траквер от своего брата в 1594 году

Уильям Стюарт из Каверстона и Траквера (англ. William Stewart of Caverston and Traquair; умер 20 мая 1605) — шотландский землевладелец и капитан замка Дамбартон.

## Карьера
Сын Уильяма Стюарта из Траквера и Кристиан Хэй и брат сэра Джона Стюарта из Траквера (умер в 1591) . Его земли находились в Каверстона или Каберстоне, иногда называемом «Таберстоун». Каверстон был собственностью Стюартом из Траквера в приходе Иннерлейтен с укрепленным домом. Никаких видимых следов башни Каберстон не осталось. Регент Морей дал Уильяму Стюарту хартию на земли «Каверстоун» в январе 1568 года, в котором отмечается, что земли в Пиблшире ранее принадлежали графу Ботвеллу и были частью баронства Крайтон .
Уильям Стюарт был назначен чрезвычайным помощником при дворе короля Шотландии Якова VI в 1580 году. Он был одним из 25 джентльменов, назначенных ездить верхом на поля вместе с Яковом VI в мае 1580 года, с Роджером Астоном, Патриком Хьюмом из Полуарта, Джоном Стюартом из Балдиннейса, Джоном Кармайклом и Уолтером Стюартом из Блантайра.
В 1580 году Уильям Стюарт захватил Джона Каннингема из Драмквассила в Эдинбурге. Джон каннингем из Драмквасила выступал против передачи замка Дамбартон фаворитку короля Эсме Стюарту. Джон Каннингем передал владение замком Дамбартон Уильяму Стюарту вместе с описью снаряжения и обстановки. Опись дает полезную информацию о местах в замке, включая «комнату между крейгами», которую все ещё можно посетить сегодня. Уильям Стюарт и Джон Каннингем из Драмквассиллп подписали опись 27 августа 1580 года. После этого Уильям Стюарт официально стал заместителем капитана «Дамбартона».
Эсме Стюарт вознаградила Уильяма Стюарта из Каверстона за его верность арендой земель Инзертоун в Далките.
В марте 1583 года Уильям Стюарт поклялся в своей неизменной верности и службе Якову VI в качестве капитана Дамбартона. В мае его попросили открыть и осмотреть запертый сундук с письмами Эсме Стюарт в Дамбартоне вместе с Уолтером Стюартом из Блантайра. Они искали копию устава, план возвращения Марии, королевы Шотландии, к власти в Шотландии.
В августе 1583 года, после падения режима Гоури, английский посол Роберт Боуз услышал, что Уильям Стюарт также получит роль в королевском гардеробе Джеймса Мюррея.
В сентябре 1583 года он выступал посредником между Джеймсом Стюартом, графом Арраном, и полковником Уильямом Стюартом, которые оспаривали награду в виде конфискованного имущества, называемого «escheat» . Он присоединился к Тайному совету в июне 1584 года и был назначен коммендатором аббатства Драйбург в 1584 и 1585 годах, заменив Дэвида Эрскина. Эта должность приносила ценный доход.
В мае 1585 года Уильям Стюарт прибыл в Эдинбург с письмом короля, в котором он просил городской совет ссудить 1000 мерков для солдат на границе с Англией.
Говорят, что в 1585 году бывший королевский фаворит Джеймс Стюарт, граф Арран, сел в лодку в Эре с королевскими драгоценностями, включая «Kingis Eitche» или «Great H of Scotland» . Уильям Стюарт из Каверстона вел переговоры о возвращении королевских драгоценностей у графа Аррана и его жены Элизабет Стюарт, леди Ловат. Стюарт передал «Великую букву H» в «руки короля».
В 1585 году Уильям Стюарт передал замок Дамбартон лорду Джону Гамильтону.

## Последователь мятежника графа Ботвелла
Адвокат и историк Дэвид Мойси упоминает, что Уильям Стюарт был последователем Фрэнсиса Стюарта, 5-го графа Ботвелла, и принимал участие в его налете на Холирудский дворец в 1591 году. Его владения были конфискованы вместе с землями других налетчиков в мае 1592 года.

## Лэрд Траквера
Он унаследовал земли Траквера от своего старшего брата Джона Стюарта в 1594 году и стал известен как «Уильям Стюарт из Траквера». При крещении принца Генри в замке Стерлинг в августе 1594 года он был одним из людей, назначенных нести «ведро», красный бархатный балдахин, поднятый четырьмя шестами над принцем Генри во время церемоний.
В 1597 году королева Анна Датская организовала ссуду для приданого своей фрейлины Джин Стюарт, которая выходила замуж за Гилберта Кеннеди из Баргани и Ардстинчара. Она попросила Уильяма Стюарта из Тракера, который был шурином Джин Стюарт, быть гарантом или предостерегателем по ссуде. В конце концов, Стюарт из Траквера стал ответственным за кредит.
Уильям Стюарт пожертвовал 8 детей, 15 болотных птиц, 2 черных петуха, 28 каплунов и косулю на банкет во дворце Холируд в честь брата Анны Датской, Ульрика, герцога Голштинского. 30 апреля 1598 года.
Он умер 20 мая 1605 года.